# Woodsia taishanensis
Woodsia taishanensis là một loài thực vật có mạch trong họ Woodsiaceae. Loài này được F.Z. Li & C.K. Ni miêu tả khoa học đầu tiên năm 1982.